# Sigismond d'Autriche (1826-1891)
Sigismund Leopold Rainer Maria Ambrosius Valentin d’Autriche, né à Milan le 7 janvier 1826 et mort à Vienne le 15 décembre 1891 est un archiduc d’Autriche. Il est un fils de Rainier d’Autriche, vice-roi de Lombardie-Vénétie et d’Élisabeth de Savoie-Carignan. 
Comme ses frères, Sigismond est Feldmarschalleutnant à l’armée. Il est un botaniste et dendrologue passionné et comme propriétaire du château de Gmünd, il fait bâtir une maison d’orchidées et de palmes et un jardin de paysage. Sigismond ne se marie pas et meurt sans enfants.